# Кътидръл Сити (Калифорния)
Кътидръл Сити (на английски: Cathedral City в превод "Катедрален град") е град в окръг Ривърсайд в щата Калифорния, САЩ. Кътидръл Сити е с население от 42 647 жители (2000) и има обща площ от 50,40 км² (19,50 мили²). Името на града идва от едноименния каньон разположен на юг от него, който е бил кръстен така от Хенри Уошингтън заради скалните образования намиращи се там наподобяващи катедрала.